# جوزيف ناي
جوزيف صموئيل ناي الابن (بالإنجليزية: Joseph Nye) (ولد في 19 يناير 1937) أمريكي وأستاذ العلوم السياسية وعميد سابق لمدرسة جون كينيدي الحكومية في جامعة هارفارد. أسس بالاشتراك مع روبرت كوهين، مركز الدراسات الليبرالية الجديدة في العلاقات الدولية. وتولى عدة مناصب رسمية منها مساعد وزير الدفاع للشؤون الأمنية الدولية في حكومة بل كلينتون ورئيس مجلس الاستخبارات الوطني.
اشتهر بابتكاره مصطلحي القوة الناعمة والقوة الذكية وشكلت مؤلفاته مصدراً رئيسياً لتطوير السياسة الخارجية الأمريكية في عهد باراك أوباما.

## مؤلفاته
صدر له أكثر من 12 كتاب منها
- مستقبل القوة
- القوة الناعمة
- فهم النزاع الدولي
- قوة القيادة
- وثبة نحو القيادة: الطبيعة المتغيرة للقوة الأميركية

## الوفاة
توفيّ جوزيف ناي في 6 مايو 2025 عن عمر 88 عاماً.

## روابط خارجية
- جوزيف ناي على موقع IMDb (الإنجليزية)
- جوزيف ناي على موقع ميوزك برينز (الإنجليزية)
- جوزيف ناي على موقع إن إن دي بي (الإنجليزية)